# Laura Guglielmone
Laura Guglielmone (Turín, 1964) es una botánica, fitosocióloga, profesora, taxónoma, conservadora y exploradora italiana.
En 1987, obtuvo una licenciatura en ciencias agrarias por la Universidad de Turín.
Desarrolla actividades académicas y científicas en el Departamento de Botánica, ecológica y geológica de la Universidad de Turín.
Sus principales líneas de investigación son: biología vegetal, biología de la conservación, ecología vegetal, biodiversidad, ambiente costero, Long Term Ecological Research - LTER.

## Algunas publicaciones
- pedro luís Rodrigues de Moraes, sofie De Smedt, domingos benício Oliveira Silva Cardoso, laura Guglielmone. 2014. On Some Brazilian Plants Distributed by Martius in 1827 and Published by Colla in Herbarium pedemontanum—IV. Harvard Papers in Botany 19 (1): 133 - 141 resumen y citas.

- ----------------------------------------, -------------------, h.-j. Esser, c. Gallagher, laura Guglielmone. 2013a. On some Brazilian plants distributed by Martius in 1827 and published by Colla in 1833. Harvard Pap. Bot. 18: 23 – 36.

- ----------------------------------------, -------------------, -------------, ----------------, -----------------------. 2013b. On some Brazilian plants distributed by Martius in 1827 and published by Colla in Herbarium Pedemontanum—II. Harvard Pap. Bot. 18: 197 – 210.

- ----------------------------------------, -------------------, -------------, ----------------, -----------------------. 2013c. On some Brazilian plants distributed by Martius in 1827 and published by Colla in Herbarium Pedemontanum—III. Harvard Pap. Bot. 18: 211 – 223.

- ----------------------------------------, e. Robbrecht, s. De Smedt, s. Dressler, j. Heinrichs, m.h. Reiner-Drehwald, a. Drescher, a. Scharfetter, p. Frödén, h.-j. Esser, c. Gallagher, laura Guglielmone, h. Rainer. 2013d. Catalogue of Brazilian plants collected by Prince Maximilian of Wied. Scripta Botanica Belgica. National Botanic Garden of Belgium 49, Meise.

- laura Guglielmone, c.e. Jenner, j.a. Walsh, e. Ramasso, d. Marian, p. Roggero. 2000. An unusual isolate of turnip mosaic potyvirus fromAbutilon theophrasti in Piedmont, Italy. Phytoparasitica 28 (2): 149 - 152 resumen.

### Libros
- laura Guglielmone, pierfranco Costanzo. 2011. Succulents in Nature. Ed. Cactus & Co. 129 p. ISBN 0902099957 ISBN 978-0902099951

- rosanna Caramiello, valeria Fossa, laura Guglielmone. 2008. Le serre dell'orto botanico dell'Università di Torino. 30 p.

- laura Guglielmone, giuliana Forneris. 2006. Dall'orto all'erbario, v. 2: L'erbario dell'Università di Torino. Ed. Neos Edizioni, 46 p. ISBN 8888245472, ISBN 9788888245478

## Honores

### Membresías
- del Consejo Editorial de publicación científica fitosociología.[8]
- La abreviatura «Guglielmone» se emplea para indicar a Laura Guglielmone como autoridad en la descripción y clasificación científica de los vegetales.[9]